# Popis registracijski oznaka za plovila u Crnoj Gori
U Crnoj Gori postoji osam lučkih ispostava, koje obuhvaćaju područje crnogorskog primorja:
| Lučka ispostava             | Kratica |
| --------------------------- | ------- |
| Bar                         | BR      |
| Budva                       | BD      |
| Ulcinj                      | UL      |
| Virpazar (Skadarsko jezero) | VP      |
| Kotor                       | KT      |
| Tivat                       | TV      |
| Zelenika                    | ZL      |
| Herceg Novi                 | HK      |